# 4726 Federer
A 4726 Federer (ideiglenes jelöléssel 1976 SV10) a Naprendszer kisbolygóövében található aszteroida. Harvard Observatory fedezte fel 1976. szeptember 25-én.